# Liste der Baudenkmäler in Cadolzburg
Auf dieser Seite sind die Baudenkmäler in dem mittelfränkischen Markt Cadolzburg zusammengestellt. Diese Tabelle ist eine Teilliste der Liste der Baudenkmäler in Bayern. Grundlage ist die Bayerische Denkmalliste, die auf Basis des Bayerischen Denkmalschutzgesetzes vom 1. Oktober 1973 erstmals erstellt wurde und seither durch das Bayerische Landesamt für Denkmalpflege geführt wird. Die folgenden Angaben ersetzen nicht die rechtsverbindliche Auskunft der Denkmalschutzbehörde.
 Diese Liste gibt den Fortschreibungsstand vom 5. September 2014 wieder und enthält 54 Baudenkmäler.

## Ensembles

### Ensemble Burg und Markt Cadolzburg

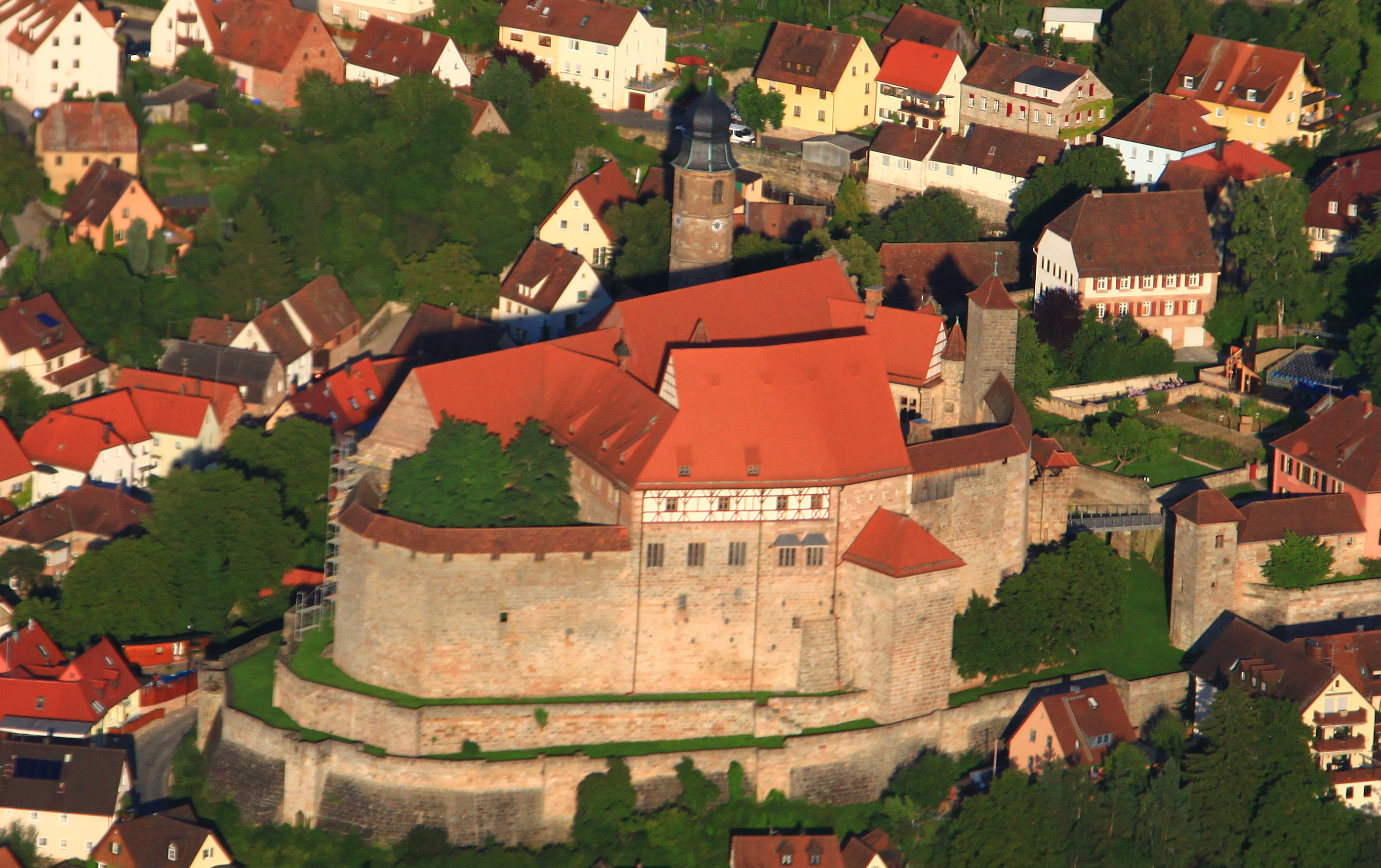
Luftaufnahme von Cadolzburg mit der Burg im Zentrum

Ab Mitte des 13. Jahrhunderts residierten die Burggrafen von Nürnberg in der Burg Cadolzburg. Bis 1791, dem Übergang der fränkischen Fürstentümer an Preußen, blieb die Burg ununterbrochen im Besitz der Burggrafen bzw. späteren Markgrafen von Ansbach. Die Burg ist monumentales und geschichtliches Zentrum des Marktortes. Dominierend liegt die ausgedehnte, in der Renaissancezeit ausgebaute Anlage, auf einem Bergsporn. Südlich der 1945 zur Ruine ausgebrannten Anlage erstreckt sich die Vorburg, ein weiträumiger, kreisförmig ummauerter Wirtschaftshof, den Bauten des 18./19. Jahrhunderts prägen. Diese stammen aus der Zeit, da Cadolzburg als Oberamts- und Rentamtsverwaltungssitz diente. Gleichsam als zweites Vorwerk, wiederum südlich mit kreisförmigem Grundriss vorgelagert, erstreckt sich der Markt, dessen erste Anlage einer Befestigung, vorwiegend nur als Palisadenzaun, ab 1443 entstand, im Zusammenhang mit der Verleihung des Marktrechtes durch den Markgrafen Albrecht Achilles. Nach Brandschatzung 1449 im Markgrafenkrieg wurde die Befestigung, die in ihren Grundzügen weitgehend erhalten ist, stadtmäßig ausgebaut. So bestehen Marktort und Ensemble aus einer Folge von um Binnenplätze bzw. -höfe gruppierten Gebäuden, die sich jeweils südlich der dicht geschlossenen Burg immer weiträumiger werdend ausdehnen. Burg, Vorburg und Markt sind jeweils durch Tortürme voneinander und nach außen hin begrenzt. An der Nordostecke des befestigten Marktes am Burggraben ragt das Rathaus empor, zwar am Rande des hochgelegenen befestigten, doch in Bezug auf die ältere unbefestigte Siedlung „Tal“ zentral situiert. In diesem älteren ehemaligen Burgflecken, in charakteristischer Weise direkt unterhalb der Burg gelegen, erhebt sich die Pfarrkirche, ein Neubau des markgräflichen Landbauinspektors Johann David Steingruber. Durch die Neugründung des Marktes als zweites Vorwerk zur Burg ist sie in diese Position außerhalb des Ortskerns geraten, wodurch sie auch außerhalb des Ensemblebereiches steht. Innerhalb des Ensembles Burg und Markt Cadolzburg ist der Marktplatz hervorzuheben; diesen langgestreckten, leicht ansteigenden, an beiden Enden von Tortürmen begrenzten Platz umfassen zweigeschossige Fachwerkbauten, denen teilweise massive Fassaden vorgeblendet sind. Von den Bauten des 17./18. Jahrhunderts sind jedoch einige durch historisierende Fachwerk-Neubauten ersetzt. Die Bebauung an den rückwärtigen Straßen, Löffelholz- und Puchtastraße, ist locker, da die Marktbefestigung auch die zugehörigen Gärten mit einbezogen hatte. Sandsteinrelief am Burgtor, größte Judensau-Skulptur (1380–1480, stark verwittert). Aktennummer: E-5-73-114-1.

## Marktbefestigung
Die ehemalige Marktbefestigung wurde nach 1449 errichtet. Sie besteht aus einer Sandsteinquadermauer mit zahlreichen Bastionen. Sie ist nahezu rings um den Markt erhalten.
Aktennummer: D-5-73-114-1.
| Lage                       | Objekt                       | Beschreibung | Akten-Nr.              | Bild           |
| -------------------------- | ---------------------------- | --- | ---------------------- | -------------- |
| Am Hasensteg (Standort)    | Sogenannter Hasensteg        | Sandsteinbrücke über den Graben der Marktbefestigung, erstes Drittel 19. Jahrhundert                                                              | D-5-73-114-1 Wikidata  | weitere Bilder |
| Bei Löffelholzstraße 26 () | Stadtmauer                   | Mit aufgesetztem ehemaligem Wach- und Waschhaus, Sandsteinquaderbau mit Walmdach                                                                  | D-5-73-114-1 Wikidata  | Stadtmauer     |
| Marktplatz 1 (Standort)    | Torturm der Marktbefestigung | Zweigeschossiger Sandstein-Buckelquaderbau mit Zeltdach und Glockentürmchen, marktseitig hölzerner Treppenaufgang mit Pultdach, bezeichnet „1476“ | D-5-73-114-24 Wikidata | weitere Bilder |

## Baudenkmäler nach Gemeindeteilen

### Cadolzburg
| Lage                                      | Objekt                                                                  | Beschreibung | Akten-Nr.              | Bild                                      |
| ----------------------------------------- | ----------------------------------------------------------------------- | --- | ---------------------- | ----------------------------------------- |
| Bahnhofsplatz 1, 1 a, 3 (Standort)        | Bahnhof Cadolzburg der ehemaligen Rangaubahn                            | Stationsgebäude, zweigeschossiger Satteldachbau, Erdgeschoss Sandsteinquadermauerwerk, Obergeschoss Ziegelstein mit Werksteingliederung, mit angebauter eingeschossiger Wartehalle, Sandsteinquaderbau mit Satteldach und reichem hölzernem Vorbau, um 1892 Güterhalle, eingeschossiger Sandsteinquaderbau mit Satteldach, um 1892 | D-5-73-114-70 Wikidata | weitere Bilder                            |
| Bauhofstraße ()                           | Waaghaus                                                                | Viehwaage, eingeschossiger, giebelständiger Fachwerkbau mit Steilsatteldach, um 1940 | D-5-73-114-100         |                                           |
| Beim Bauhof 1 (Standort)                  | Wirtschaftshof und Brauerei, ehemals zur Burg gehörig                   | Dreiseithof | D-5-73-114-3 Wikidata  | weitere Bilder                            |
| Beim Bauhof 1 (Standort)                  | Ehemaliges Brauhaus, jetzt Gasthaus                                     | Zweigeschossiges Satteldachhaus mit Schleppgauben, Erdgeschoss massiv verputzt, Osthälfte des Obergeschosses und Ostgiebel Sichtfachwerk, erste Hälfte 18. Jahrhundert | D-5-73-114-3 Wikidata  | Ehemaliges Brauhaus, jetzt Gasthaus       |
| Beim Bauhof 1 (Standort)                  | Wirtschaftshof, Scheune                                                 | Eingeschossiger Sandsteinquaderbau mit Satteldach, Mitte 19. Jahrhundert | D-5-73-114-3 Wikidata  | Wirtschaftshof, Scheune                   |
| Beim Bauhof 1 (Standort)                  | Wirtschaftshof, Stallbau                                                | Eingeschossiger Sandsteinquaderbau mit Satteldach, Mitte 19. Jahrhundert | D-5-73-114-3 Wikidata  | Wirtschaftshof, Stallbau                  |
| Beim Bauhof 1 (Standort)                  | Wirtschaftshof, Remise                                                  | Eingeschossiger Sandsteinquaderbau mit Satteldach, Mitte 19. Jahrhundert | D-5-73-114-3 Wikidata  | Wirtschaftshof, Remise                    |
| Beim Bauhof 1 (Standort)                  | Wirtschaftshof, Tagelöhnerhaus                                          | Zweigeschossiges Satteldachhaus, Erdgeschoss massiv, Obergeschoss Fachwerk, um 1800 | D-5-73-114-3 Wikidata  | Wirtschaftshof, Tagelöhnerhaus            |
| Brandstätterstraße 50 (Standort)          | Aussichtsturm                                                           | Malerischer Neurenaissancebau, Sandsteinquaderbau mit überdachter Aussichtsplattform und Zeltdach, bezeichnet „1893“ von Maurermeister G. Siegling | D-5-73-114-5 Wikidata  | weitere Bilder                            |
| Burghof 1, 2, 3, 4, 5, 7, 8 (Standort)    | Burg Cadolzburg, Hauptburg                                              | Langgestreckte unregelmäßige Burganlage in Spornlage mit Altem Bau, viergeschossiger Sandsteinquaderbau mit steilem Satteldach und angebautem quadratischem Folterturm, oberstes Geschoss traufseitig Fachwerk, Neuem Bau, dreigeschossiger zweiflügeliger Sandsteinquaderbau mit Satteldach, polygonalem Treppenturm mit Zeltdach und Renaissance-Sandsteingiebeln, Küchenbau, zweigeschossiger Sandsteinquaderbau mit Pultdach und großem Rauchabzug der sogenannten Ochsenbraterei, Kapellenflügel, dreigeschossiger Sandsteinquaderbau mit Satteldach und Dachreiter, Wehrgangshof mit nördlicher Ringmauer aus Sandsteinquadern und überdachtem Wehrgang, südliche Ringmauer mit überdachtem Wehrgang und Torturm gegen die Vorburg, Sandsteinquadermauerwerk, quadratischer Turm mit Zeltdach, Burganlage des 13.–15. Jahrhunderts, Neugestaltung 16. Jahrhundert, nach weitgehender Kriegszerstörung 1945 wiederaufgebaut | D-5-73-114-10 Wikidata | weitere Bilder                            |
| Burghof 1, 2, 3, 4, 5, 7, 8 (Standort)    | Burg Cadolzburg, Befestigung der Hauptburg, Innerer und äußerer Zwinger | Zwingermauern aus Sandsteinquadern mit Brust- und zum Teil turmartigen Streichwehren, nordostseitig Bastion, südseitig Halsgraben zur Vorburg, östlicher Grabenabschluss durch Wehrgang und quadratischen Eckturm mit Zeltdach, 13./14. Jahrhundert | D-5-73-114-10 Wikidata | weitere Bilder                            |
| Burghof 1, 2, 3, 4, 5, 7, 8 (Standort)    | Burg Cadolzburg, Torbau der Vorburg                                     | Quadratischer Torturm, zweigeschossiger Sandsteinquaderbau mit Fachwerkobergeschoss und Zeltdach, Vorwerk mit Wehrgang und Walmdach, rückseitig eingeschossiger Fachwerkanbau mit Pultdach, 13./14. Jahrhundert | D-5-73-114-10 Wikidata | weitere Bilder                            |
| Burghof 1, 2, 3, 4, 5, 7, 8 (Standort)    | Burg Cadolzburg, Brücke über Halsgraben                                 | Zweijochige Bogenbrücke aus Sandsteinquadern, um 1893 | D-5-73-114-10 Wikidata | weitere Bilder                            |
| Burghof 1, 2, 3, 4, 5, 7, 8 (Standort)    | Burg Cadolzburg, ehemaliges Feuerwehrgerätehaus                         | Eingeschossiger Satteldachbau mit Schleppgauben, traufseitig Sandsteinquadermauerwerk, giebelseitig Fachwerk, 18. Jahrhundert | D-5-73-114-10 Wikidata | weitere Bilder                            |
| Burghof 1, 2, 3, 4, 5, 7, 8 (Standort)    | Burg Cadolzburg, ehemaliges Landpolizeigebäude                          | Zweigeschossiger langgestreckter Sandsteinquaderbau mit Halbwalmdach und breiter Schleppgaube, turmartiger Anbau über die Ringmauer der Vorburg vorspringend, mit Vorgartenmauer aus Sandsteinquadern, Anfang 19. Jahrhundert | D-5-73-114-10 Wikidata | weitere Bilder                            |
| Burghof 1, 2, 3, 4, 5, 7, 8 (Standort)    | Burg Cadolzburg, ehemaliges Finanzamt                                   | Zweigeschossiger verputzter Massivbau mit Walmdach, Giebelgaube mit Sandsteingliederung, mit Vorgartenmauer und Torpfeilern aus Sandsteinquadern, bezeichnet „1712“ | D-5-73-114-10 Wikidata | weitere Bilder                            |
| Burghof 1, 2, 3, 4, 5, 7, 8 (Standort)    | Burg Cadolzburg, Befestigungsturm, sogenannter Hungerturm               | In den Halsgraben zur Hauptburg vorspringend, Sandsteinquaderbau mit Walmdach, 13./14. Jahrhundert | D-5-73-114-10 Wikidata | weitere Bilder                            |
| Burghof 1, 2, 3, 4, 5, 7, 8 (Standort)    | Burg Cadolzburg, zweites evangelisch-lutherisches Pfarrhaus             | Dreigeschossiger Satteldachbau, Nordgiebel mit Halbwalm, Sandsteinquaderbau, zum Teil verputzt, ost- und nordseitig Fachwerk, 1855 | D-5-73-114-10 Wikidata | weitere Bilder                            |
| Burghof 1, 2, 3, 4, 5, 7, 8 (Standort)    | Burg Cadolzburg, ehemaliges Schulhaus                                   | Zweigeschossiger Sandsteinquaderbau mit Satteldach und Fledermausgauben, 18. Jahrhundert, 1863 aus Zehntspeicher umgebaut | D-5-73-114-10 Wikidata | weitere Bilder                            |
| Burghof 8 (Standort)                      | Burg Cadolzburg, Wohnhaus                                               | Zweigeschossiger Satteldachbau zwischen äußerem und innerem Tor der Vorburg, Erdgeschoss Sandsteinquadermauerwerk, Obergeschoss Fachwerk, 18. Jahrhundert | D-5-73-114-10 Wikidata | weitere Bilder                            |
| Burghof 1, 2, 3, 4, 5, 7, 8 (Standort)    | Burg Cadolzburg, Befestigung der Vorburg                                | Innere Ringmauer sowie äußere Stützmauern aus Sandsteinquadern, südseitig Halsgraben zum Markt, 13./14. Jahrhundert | D-5-73-114-10 Wikidata | weitere Bilder                            |
| Burgstraße, Pisendelplatz (Standort)      | Felsenkeller, Bierkeller Burg Cadolzburg                                | Felsenkeller, ehem. Bierkeller, in den Sandsteinfels gehauener, gekrümmter Felsengang mit Steinbänken zur Fasslagerung, Eingangsbau aus Sandsteinquadern mit Stichbogenportal, Mitte 18. Jahrhundert, Erweiterung bez. 1851, Eingangsbau Mitte 19. Jahrhundert | D-5-73-114-96 Wikidata | Felsenkeller, Bierkeller Burg Cadolzburg  |
| Burgstraße 6 (Standort)                   | Evangelisch-lutherische Pfarrkirche St. Cäcilia                         | Spätbarocke Saalkirche, Sandsteinquaderbau mit Walmdach, von Johann David Steingruber 1750/51 anstelle eines Vorgängerbaus errichtet, Turmuntergeschosse 14. und erste Hälfte 15. Jahrhundert; mit Ausstattung | D-5-73-114-14 Wikidata | weitere Bilder                            |
| Greimersdorfer Straße 14 (Standort)       | Wohnhaus                                                                | Zweigeschossiges giebelständiges Satteldachhaus mit Aufzugswalm, freiliegendes Fachwerk, Obergeschoss traufseitig vorkragend, Anfang 18. Jahrhundert | D-5-73-114-15 Wikidata | Wohnhaus                                  |
| Greimersdorfer Straße 15, 15 a (Standort) | Erstes evangelisch-lutherisches Pfarrhaus                               | Zweigeschossiger zweiflügeliger Sandsteinquaderbau mit Walmdach, 1839, nordwestlicher Flügelanbau nach 1900 | D-5-73-114-16 Wikidata | Erstes evangelisch-lutherisches Pfarrhaus |
| Greimersdorfer Straße 15, 15 a (Standort) | Zwei Nebengebäude                                                       | Eingeschossige Sandsteinquaderbauten mit Walm- bzw. Satteldach, 19. Jahrhundert | D-5-73-114-16 Wikidata | weitere Bilder                            |
| Greimersdorfer Straße 15, 15 a (Standort) | Einfriedung                                                             | Sandsteinquadermauer, korbbogige Toreinfahrt und spitzbogige Pforte, wohl 16. Jahrhundert | D-5-73-114-16 Wikidata | Einfriedung                               |
| Hindenburgstraße 6 (Standort)             | Villa                                                                   | Zweiflügeliger Bau mit reichem historistischem Dekor, zweigeschossiger Krüppelwalmdachbau aus Sandsteinquader- und Sichtziegelmauerwerk, Bodenerker mit Balkon und Zwerchdach sowie hölzerner Balkonvorbau, von Fritz Walter, 1895 | D-5-73-114-72 Wikidata | weitere Bilder                            |
| Hindenburgstraße 6 (Standort)             | Garteneinfriedung                                                       | Sandsteinpfeiler mit Kugelbekrönung und Eisengitterzaun, von Fritz Walter, 1895 | D-5-73-114-72 Wikidata | Garteneinfriedung                         |
| Haffnersgartenstraße 1 (Standort)         | Wohnhaus                                                                | Zweigeschossiger Sandsteinquaderbau mit Satteldach, teilweise verputzt, Türe mit Kröpfrahmung, Fenster mit gekehlten Fenstergewänden und Ziervoluten, um 1700 | D-5-73-114-17 Wikidata | weitere Bilder                            |
| Löffelholzstraße 6 (Standort)             | Wohnhaus                                                                | Zweigeschossiger giebelständiger Sandsteinquaderbau mit Satteldach, Mitte 19. Jahrhundert | D-5-73-114-18 Wikidata | Wohnhaus                                  |
| Löffelholzstraße 22 (Standort)            | Wohnhaus                                                                | Zweigeschossiges Satteldachhaus mit Giebelgauben, Erdgeschoss Sandstein- und Ziegelmauerwerk verputzt, Obergeschoss freiliegendes Fachwerk, Ende 18. Jahrhundert | D-5-73-114-20 Wikidata | weitere Bilder                            |
| Löffelholzstraße 24 (Standort)            | Wohnhaus                                                                | Zweigeschossiges Satteldachhaus, Erdgeschoss Sandsteinquadermauerwerk, Obergeschoss Sichtfachwerk, erste Hälfte 18. Jahrhundert, Schleppgauben modern | D-5-73-114-21 Wikidata | Wohnhaus                                  |
| Löffelholzstraße 26 (Standort)            | Ehemaliges Forstdienstgebäude                                           | Zweigeschossiger Sandsteinquaderbau mit Halbwalmdach, Walmdachgauben und nordöstlichem Fachwerkgiebel, Anfang 19. Jahrhundert | D-5-73-114-22 Wikidata | Ehemaliges Forstdienstgebäude             |
| Löffelholzstraße 26 (Standort)            | Scheune                                                                 | Eingeschossiger Fachwerkbau mit Satteldach, 19. Jahrhundert | D-5-73-114-22 Wikidata | BW                                        |
| Marktplatz 2 (Standort)                   | Wohnhaus                                                                | Zweigeschossiges Eckhaus mit Mansardwalmdach und Walmdachgauben, Sandsteinquaderbau, vorder- und rückseitig verputzt, Mitte 18. Jahrhundert, Erdgeschossfassade durch Ladeneinbau zum Teil verändert | D-5-73-114-25 Wikidata | weitere Bilder                            |
| Marktplatz 3 (Standort)                   | Lagerhaus                                                               | Zweigeschossiger giebelständiger Satteldachbau, langgestreckter Sandsteinquaderbau mit nordostseitigem Fachwerkobergeschoss und -giebel, 18. Jahrhundert | D-5-73-114-26 Wikidata | weitere Bilder                            |
| Marktplatz 7 (Standort)                   | Wohnhaus                                                                | Zweigeschossiges Eckhaus mit Satteldach, Erdgeschoss und ostseitiges Obergeschoss Sandsteinquadermauerwerk, Obergeschoss traufseitig verputzt, Ostgiebel Fachwerk, 18. Jahrhundert | D-5-73-114-28 Wikidata | weitere Bilder                            |
| Marktplatz 8 (Standort)                   | Gasthaus                                                                | Zweigeschossiges Satteldachhaus, Erdgeschoss Sandsteinquadermauerwerk, Obergeschoss verputztes Fachwerk, Ost-Giebel reiches Sichtfachwerk, seitlich eingeschossiger Sandstein-Anbau mit Pultdach, bezeichnet „1674“ | D-5-73-114-29 Wikidata | weitere Bilder                            |
| Marktplatz 9, 9 a (Standort)              | Doppelwohnhaus                                                          | Zweigeschossiges freistehendes Satteldachhaus, Erdgeschoss und Nordgiebel Sandsteinquadermauerwerk, zum Teil verputzt, Obergeschoss und Südgiebel reiches Sichtfachwerk, 18. Jahrhundert, mit späterem nördlichem Anbau, Massiv- und Fachwerkbau mit Walmdach | D-5-73-114-30 Wikidata | weitere Bilder                            |
| Marktplatz 10 (Standort)                  | Wohn- und Geschäftshaus                                                 | Zweigeschossiges Eckhaus mit Satteldach, Erdgeschoss Sandsteinquadermauerwerk, Obergeschoss Fachwerk, teilweise verputzt, Ende 17. Jahrhundert, Erdgeschossfassade durch Ladeneinbau teilweise überformt, Schleppgauben modern | D-5-73-114-31 Wikidata | weitere Bilder                            |
| Marktplatz 12 (Standort)                  | Wohnhaus                                                                | Zweigeschossiger traufständiger Sandsteinquaderbau mit Satteldach, nördlichem Fachwerkgiebel und hölzernen Giebel- und Walmdachgauben, zweite Hälfte 18. Jahrhundert | D-5-73-114-32 Wikidata | weitere Bilder                            |
| Marktplatz 13 (Standort)                  | Wohn- und Gasthaus                                                      | Zweigeschossiger giebelständiger Sandsteinquaderbau mit Satteldach, traufseitig verputzt, Ende 18. Jahrhundert, westseitige Erdgeschossfassade durch Gasthauseinbau verändert | D-5-73-114-33 Wikidata | weitere Bilder                            |
| Marktplatz 16 (Standort)                  | Wohn- und Geschäftshaus                                                 | Zweigeschossiges giebelständiges Satteldachhaus, Sandsteingiebelfassade, seitlich Fachwerkobergeschoss, zum Teil verputzt, Mitte 18. Jahrhundert, Erdgeschossfassade durch Ladeneinbau zum Teil überformt | D-5-73-114-34 Wikidata | BW                                        |
| Marktplatz 17 (Standort)                  | Wohn- und Geschäftshaus                                                 | Zweigeschossiges giebelständiges Satteldachhaus mit Schleppgauben, Sandsteingiebelfassade, seitlich Fachwerkobergeschoss, zum Teil verputzt, bezeichnet „1661“, Erdgeschossfassade durch Ladeneinbau zum Teil überformt | D-5-73-114-35 Wikidata | BW                                        |
| Obere Bahnhofstraße 26 (Standort)         | Evangelisch-lutherische Friedhofskirche                                 | Saalbau mit polygonalem Chorschluss, Satteldach und Dachreiter, verputzter Massivbau mit Sandstein-Eckquaderung, um 1609; mit Ausstattung | D-5-73-114-36 Wikidata | Evangelisch-lutherische Friedhofskirche   |
| Obere Bahnhofstraße 26 (Standort)         | Friedhof                                                                | Anlage um 1609, mit Grabsteinen des 18.–20. Jahrhunderts | D-5-73-114-36 Wikidata | weitere Bilder                            |
| Obere Bahnhofstraße 26 (Standort)         | Friedhofsmauer                                                          | Sandsteinquadermauerwerk, südlicher Abschnitt mit Blendarkaden um 1609, übrige Ummauerung später erneuert, Friedhofstor 1957 in alter Form erneuert | D-5-73-114-36 Wikidata | Friedhofsmauer                            |
| Pisendelplatz 1 (Standort)                | Ehemaliges Rathaus                                                      | Dreigeschossiges Satteldachhaus am Steilabfall zum Burggraben, Westgiebel mit Halbwalm, Sockel- und Erdgeschoss sowie Westgiebel aus Sandsteinquadermauerwerk, Obergeschosse und Ostgiebel freiliegendes Fachwerk, 1670–74 mit Erneuerungen von 1893 | D-5-73-114-37 Wikidata | Ehemaliges Rathaus                        |
| Pisendelplatz 3 (Standort)                | Wohnhaus                                                                | Schmales zweigeschossiges Walmdachhaus, Erdgeschoss Sandsteinquadermauerwerk, Obergeschoss freiliegendes Fachwerk, 18. Jahrhundert | D-5-73-114-38 Wikidata | Wohnhaus                                  |
| Puchtastraße 1 (Standort)                 | Hofanlage, Wohnhaus                                                     | Zweigeschossiges Satteldachhaus Schleppgauben, rückseitig verputzt, Erdgeschoss und Westgiebel Sandsteinquadermauerwerk, Obergeschoss Sichtfachwerk, um 1700 | D-5-73-114-39 Wikidata | Hofanlage, Wohnhaus                       |
| Puchtastraße 1 (Standort)                 | Hofanlage, Scheune                                                      | Zweigeschossiger Satteldachbau, Westgiebel Sandsteinquadermauerwerk, wohl 18. Jahrhundert | D-5-73-114-39 Wikidata | Hofanlage, Scheune                        |
| Puchtastraße 1 (Standort)                 | Hofanlage, Hofmauer                                                     | Sandsteinquadermauerwerk, wohl 18. Jahrhundert | D-5-73-114-39 Wikidata | Hofanlage, Hofmauer                       |
| Puchtastraße 7 (Standort)                 | Scheune                                                                 | Sandsteinquaderbau mit Satteldach, Giebel mit Vasenbekrönung, um 1800 | D-5-73-114-41 Wikidata | BW                                        |
| Puchtastraße 10 (Standort)                | Wohnhaus                                                                | Zweigeschossiges Satteldachhaus mit Aufzugswalm, Erdgeschoss und westliches Obergeschoss massiv verputzt, östliches Obergeschoss Sichtfachwerk, Ende 17. Jahrhundert | D-5-73-114-43 Wikidata | Wohnhaus                                  |
| Puchtastraße 21 (Standort)                | Wohnhaus                                                                | Zweigeschossiger Halbwalmdachbau mit Giebelgauben und geschwungenem Mitteldacherker, Erdgeschoss Sandsteinquadermauerwerk, Obergeschoss massiv verputzt, mit Mittelerker und Gesimsgliederung, in Formen des barockisierenden Jugendstils, bezeichnet „1926“ | D-5-73-114-74 Wikidata | Wohnhaus                                  |
| Puchtastraße 21 (Standort)                | Werkstatt- und Stallgebäude                                             | Eingeschossiger, traufständiger Satteldachbau mit angebautem Holzschuppen, von Georg Gabsteiger, 1908, westlich erweitert um Sichtziegelbau mit Pultdach, von Hans Augustin, 1939 | D-5-73-114-74 Wikidata | Werkstatt- und Stallgebäude               |
| Puchtastraße 31 (Standort)                | Bauernhaus                                                              | Zweigeschossiger Halbwalmdachbau, Erdgeschoss massiv verputzt, Obergeschoss westseitig verputzt, süd- und ostseitig freiliegendes Fachwerk, erste Hälfte 17. Jahrhundert | D-5-73-114-45 Wikidata | Bauernhaus                                |
| Puchtastraße 47 (Standort)                | Wohnhaus                                                                | Dreigeschossiges Eckhaus mit Satteldach, Erdgeschoss sowie süd- und westseitiges erstes Obergeschoss Sandsteinquadermauerwerk, teilweise verputzt, im Übrigen freiliegendes Fachwerk, um 1700 | D-5-73-114-47 Wikidata | weitere Bilder                            |
| Puchtastraße 49, Heidenberg 1 (Standort)  | Bauernhaus                                                              | Eingeschossiger Sandsteinquaderbau mit Satteldach, um 1800, moderne Fassadenveränderungen und Schleppgaube; Scheune, stattlicher Sandsteinquaderbau mit Satteldach, wohl Mitte 19. Jahrhundert | D-5-73-114-48 Wikidata | Bauernhaus                                |

### Deberndorf
| Lage                                                      | Objekt | Beschreibung | Akten-Nr.              | Bild |
| --------------------------------------------------------- | --- | --- | ---------------------- | ---- |
| Deberndorfer Hauptstraße 16 (Standort)                    | Wohnhaus | Eingeschossiger Barockbau mit Mansardhalbwalmdach, traufseitig freiliegendes Fachwerk, 17./18. Jahrhundert, Giebelfassade verputzt und modern verändert | D-5-73-114-50 Wikidata | BW   |
| Schloßhof 14, 16, Freiherr-von-Diemar-Straße 3 (Standort) | Baugruppe von ehemals dem Schloss zugehörigen Bauten, ehemaliges Amtshaus                                                 | Zweigeschossiger Kopfbau mit Walmdach, verputzter Massivbau, 18. Jahrhundert                                                                            | D-5-73-114-51 Wikidata | BW   |
| Schloßhof 14, 16, Freiherr-von-Diemar-Straße 3 (Standort) | Baugruppe von ehemals dem Schloss zugehörigen Bauten, ans ehemalige Amtshaus südlich anschließend drei Wirtschaftsgebäude | Zweigeschossige traufständige Sandsteinquaderbauten mit Satteldächern, teilweise verputzt, 18.–19. Jahrhundert                                          | D-5-73-114-51 Wikidata | BW   |
| Schloßhof 14, 16, Freiherr-von-Diemar-Straße 3 (Standort) | Baugruppe von ehemals dem Schloss zugehörigen Bauten, zwei Sandsteinpfeiler, ehemals dem Schlosspark zugehörig            | Mit reichem Reliefschmuck, wohl 18. Jahrhundert | D-5-73-114-51 Wikidata | BW   |

### Egersdorf
| Lage | Objekt           | Beschreibung | Akten-Nr.              | Bild           |
| --- | ---------------- | --- | ---------------------- | -------------- |
| Pfalzhaus; Fünfzigmorgen; Hundertmorgen; Obere Gemeinde; Alter Zirndorfer Weg; Pfalzwiesenweg; Untere Gemeinde (Standort) | Forstgrenzsteine | Forstgrenzsteine der Nord- und Westgrenzen des Fürther Stadtwaldes Nrn. 4–5, 10, 12, 13–15, 18–25, 27, 29, Sandstein, 18./19. Jh. (teilweise in den Gemeindegebieten von Fürth und Seukendorf) | D-5-73-114-97 Wikidata | weitere Bilder |

### Gonnersdorf
| Lage                                                | Objekt                                       | Beschreibung | Akten-Nr.              | Bild                                         |
| --------------------------------------------------- | -------------------------------------------- | --- | ---------------------- | -------------------------------------------- |
| Gonnersdorf 15 (Standort)                           | Ehemalige Mühle, Wohn- und Mühlengebäude     | Zweigeschossiger Satteldachbau mit Aufzugswalm, Erdgeschoss und westlicher Gebäudeteil Sandsteinquadermauerwerk, östliches Obergeschoss verputztes Fachwerk, mit rückseitigem eingeschossigen Nebenflügel aus Sandsteinquadern, um 1700, westlicher Gebäudeteil von „1860“ (bezeichnet) | D-5-73-114-53 Wikidata | Ehemalige Mühle, Wohn- und Mühlengebäude     |
| Gonnersdorf 32 (Standort)                           | Ehemalige Mühle, Stallgebäude                | Eingeschossiger Satteldachbau, verputzter Sandsteinquaderbau mit verputztem Fachwerk-Nordgiebel, 18. Jahrhundert | D-5-73-114-53 Wikidata | Ehemalige Mühle, Stallgebäude                |
| Gonnersdorf 15 (Standort)                           | Scheune der ehemaligen Mühle von Gonnersdorf | Eingeschossiger Satteldachbau aus Sandsteinquadermauerwerk, 19. Jahrhundert | D-5-73-114-53 Wikidata | Scheune der ehemaligen Mühle von Gonnersdorf |
| an der Altstraße von Gonnersdorf nach Cadolzburg () | Gedenkstein                                  | Sandstein mit Inschriftentafel aus Solnhofener Kalkstein, skulptiert, bezeichnet „1872“; nicht nachqualifiziert | D-5-73-114-54 Wikidata |                                              |

### Greimersdorf
| Lage                                    | Objekt                  | Beschreibung | Akten-Nr.              | Bild           |
| --------------------------------------- | ----------------------- | --- | ---------------------- | -------------- |
| Greimersdorfer Dorfstraße 19 (Standort) | Wohn- und Mühlengebäude | Zweigeschossiger Sandsteinquaderbau mit Satteldach, Schleppgauben und östlichem Sichtfachwerkgiebel, erste Hälfte 18. und 19. Jahrhundert | D-5-73-114-55 Wikidata | weitere Bilder |

### Pleikershof
| Lage                                     | Objekt      | Beschreibung | Akten-Nr.              | Bild           |
| ---------------------------------------- | ----------- | --- | ---------------------- | -------------- |
| Pleikershof 1 (Standort)                 | Pleikershof | Pleikershof, Gutshof, drei Flügel der als vierflügelig geplanten Anlage: Ostflügel, Ökonomiegebäude mit Wohnteil, erdgeschossiger Steildachbau mit Fachwerkkniestock, -zwerchhaus und -giebeln, zahlreiche Schleppgauben; in Formen des strengen Heimatstils, von Franz Ruff, 1937–1942.  | D-5-73-114-76 Wikidata | weitere Bilder |
| Pleikershof 2 (Standort)                 | Pleikershof | Pleikershof, Gutshof, drei Flügel der als vierflügelig geplanten Anlage: Westflügel, Ökonomiegebäude mit Wohnteil, erdgeschossiger Steildachbau mit Fachwerkkniestock, -zwerchhaus und -giebeln, zahlreiche Schleppgauben; in Formen des strengen Heimatstils, von Franz Ruff, 1937–1942. | D-5-73-114-76 Wikidata | weitere Bilder |
| Pleikershof 2; Pleikershof 2a (Standort) | Pleikershof | Pleikershof, Gutshof, drei Flügel der als vierflügelig geplanten Anlage: Rinderstall, Massivbau und verkleideter Ständerbau, mit Steildach, Aufzugsgaube und Schleppgauben, östliche Hälfte nach Brand erneuert; in Formen des strengen Heimatstils, von Franz Ruff, 1937–1942.           | D-5-73-114-76 Wikidata | weitere Bilder |
| Steinbacher Weg (Standort)               | Birkenallee | Pleikershof, Gutshof, drei Flügel der als vierflügelig geplanten Anlage: Birkenallee. | D-5-73-114-76 Wikidata | weitere Bilder |

### Roßendorf
| Lage                       | Objekt                                          | Beschreibung | Akten-Nr.              | Bild                                            |
| -------------------------- | ----------------------------------------------- | --- | ---------------------- | ----------------------------------------------- |
| Beim Steinkreuz (Standort) | Steinkreuz                                      | Sandstein, spätmittelalterlich | D-5-73-114-58          | weitere Bilder                                  |
| Beim Steinkreuz (Standort) | Steinkreuz                                      | Sandstein, spätmittelalterlich | D-5-73-114-59          | Steinkreuz                                      |
| Roßendorf 8 1/2 (Standort) | Evangelisch-lutherische Filialkirche St. Martin | Chorturmkirche, Sandsteinquaderbau mit Satteldach, im Wesentlichen letztes Viertel 14. Jahrhundert, Chorturm mit Mansardwalmdach Ende 18. Jahrhundert; mit Ausstattung | D-5-73-114-56 Wikidata | Evangelisch-lutherische Filialkirche St. Martin |

### Rütteldorf
| Lage                     | Objekt                  | Beschreibung                                                                            | Akten-Nr.              | Bild                    |
| ------------------------ | ----------------------- | --------------------------------------------------------------------------------------- | ---------------------- | ----------------------- |
| Rütteldorf 10 (Standort) | Sogenannte Schleifmühle | Zweigeschossiger Walmdachbau mit Walmdachgauben, verputzter Sandsteinquaderbau, um 1800 | D-5-73-114-60 Wikidata | Sogenannte Schleifmühle |

### Schwadermühle
| Lage                       | Objekt                                                               | Beschreibung | Akten-Nr.     | Bild                                          |
| -------------------------- | -------------------------------------------------------------------- | --- | ------------- | --------------------------------------------- |
| Schwadermühle 1 (Standort) | Mühlenanwesen der Schwadermühle, Hauptgebäude                        | Zweigeschossiger Sandsteinquaderbau mit Satteldach, Aufzugsgaube und Sichtfachwerkgiebel, im frühen 19. Jahrhundert (bezeichnet „1803“ und „1810“) wesentlich ausgebaut, Erneuerungen bezeichnet „1865“, „1905“, „1938“ und „1982“ | D-5-73-114-69 | Mühlenanwesen der Schwadermühle, Hauptgebäude |
| Schwadermühle 1 (Standort) | Mühlenanwesen der Schwadermühle, zugehörig Brücke über den Farrnbach | Einjochige Sandsteinbrücke, wohl Anfang 19. Jahrhundert | D-5-73-114-69 | weitere Bilder                                |

### Seckendorf
| Lage                      | Objekt              | Beschreibung | Akten-Nr.              | Bild           |
| ------------------------- | ------------------- | --- | ---------------------- | -------------- |
| Kapellenweg 11 (Standort) | Profanierte Kapelle | Eingeschossiger Rechteckbau mit Satteldach und Dachreiter, Sandsteinquaderbau, östliches Giebelfeld verputzt, Ostteil 14. Jahrhundert, Westteil erste Hälfte 15. Jahrhundert, mit Ausmalung | D-5-73-114-62 Wikidata | weitere Bilder |

### Steinbach
| Lage             | Objekt | Beschreibung                            | Akten-Nr.              | Bild           |
| ---------------- | ------ | --------------------------------------- | ---------------------- | -------------- |
| Mehlm (Standort) | Marter | Sandsteingedenktafel, bezeichnet „1896“ | D-5-73-114-64 Wikidata | weitere Bilder |

### Vogtsreichenbach
| Lage                             | Objekt        | Beschreibung | Akten-Nr.              | Bild |
| -------------------------------- | ------------- | --- | ---------------------- | ---- |
| Vogtsreichenbach 2, 3 (Standort) | Wohnstallhaus | Eingeschossiger Satteldachbau mit Giebelgauben, verputzter Sandsteinquaderbau mit östlichem Fachwerkgiebel, um 1800 | D-5-73-114-65 Wikidata | BW   |

### Zautendorf
| Lage                     | Objekt                                                 | Beschreibung | Akten-Nr.              | Bild                |
| ------------------------ | ------------------------------------------------------ | --- | ---------------------- | ------------------- |
| In Zautendorf (Standort) | Evangelisch-lutherische Kirche St. Johannes der Täufer | Chorturmkirche, Sandsteinquaderbau mit Satteldach, zweite Hälfte 15. Jahrhundert, oberstes Turmgeschoss von „1591“ (bezeichnet), im 18. Jahrhundert barockisiert, 1835 weitgehende Neugestaltung von Langhaus und Altarraum; mit Ausstattung | D-5-73-114-67 Wikidata | weitere Bilder      |
| In Zautendorf (Standort) | Kirchhofmauer                                          | Sandsteinquadermauer, spätmittelalterliche Anlage, teilweise erneuert | D-5-73-114-67 Wikidata | Kirchhofmauer       |
| Zautendorf 4 (Standort)  | Ehemaliges Gasthaus                                    | Zweigeschossiges Satteldachhaus, Erdgeschoss massiv verputzt, Obergeschoss freiliegendes Fachwerk, bezeichnet „1804“ | D-5-73-114-66 Wikidata | Ehemaliges Gasthaus |

## Ehemalige Baudenkmäler
In diesem Abschnitt sind Objekte aufgeführt, die früher einmal in der Denkmalliste eingetragen waren, jetzt aber nicht mehr. Objekte, die in anderem Zusammenhang also z. B. als Teil eines Baudenkmals weiter eingetragen sind, sollen hier nicht aufgeführt werden. Aktennummern in diesem Abschnitt sind ehemalige, jetzt nicht mehr gültige Aktennummern.

| Lage                                 | Objekt     | Beschreibung                                    | Akten-Nr.              | Bild           |
| ------------------------------------ | ---------- | ----------------------------------------------- | ---------------------- | -------------- |
| Cadolzburg Puchtastraße 9 (Standort) | Wohnhaus   | Zweigeschossiges Satteldachhaus mit Aufzugswalm | D-5-73-114-42          | weitere Bilder |
| Cadolzburg Buch (Standort)           | Grenzstein | Sandstein, vermutlich spätmittelalterlich       | D-5-73-114-49 Wikidata | Grenzstein     |